# Agathidium mandibulare
Agathidium mandibulare är en skalbaggsart som beskrevs av Sturm 1807. Agathidium mandibulare ingår i släktet Agathidium, och familjen mycelbaggar. Enligt den svenska rödlistan är arten nära hotad i Sverige. Arten förekommer i Götaland, Svealand, Nedre Norrland och Övre Norrland. Artens livsmiljö är skogslandskap.

## Bildgalleri

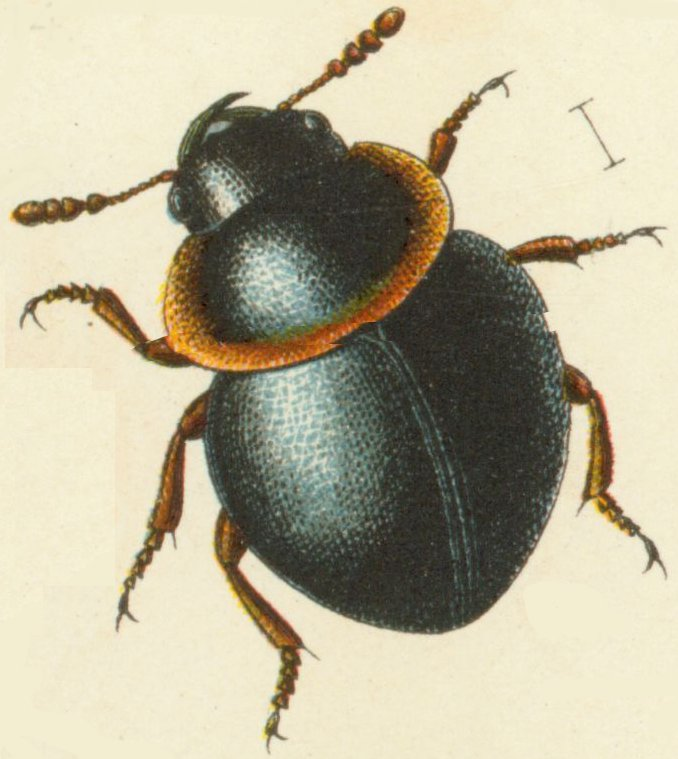
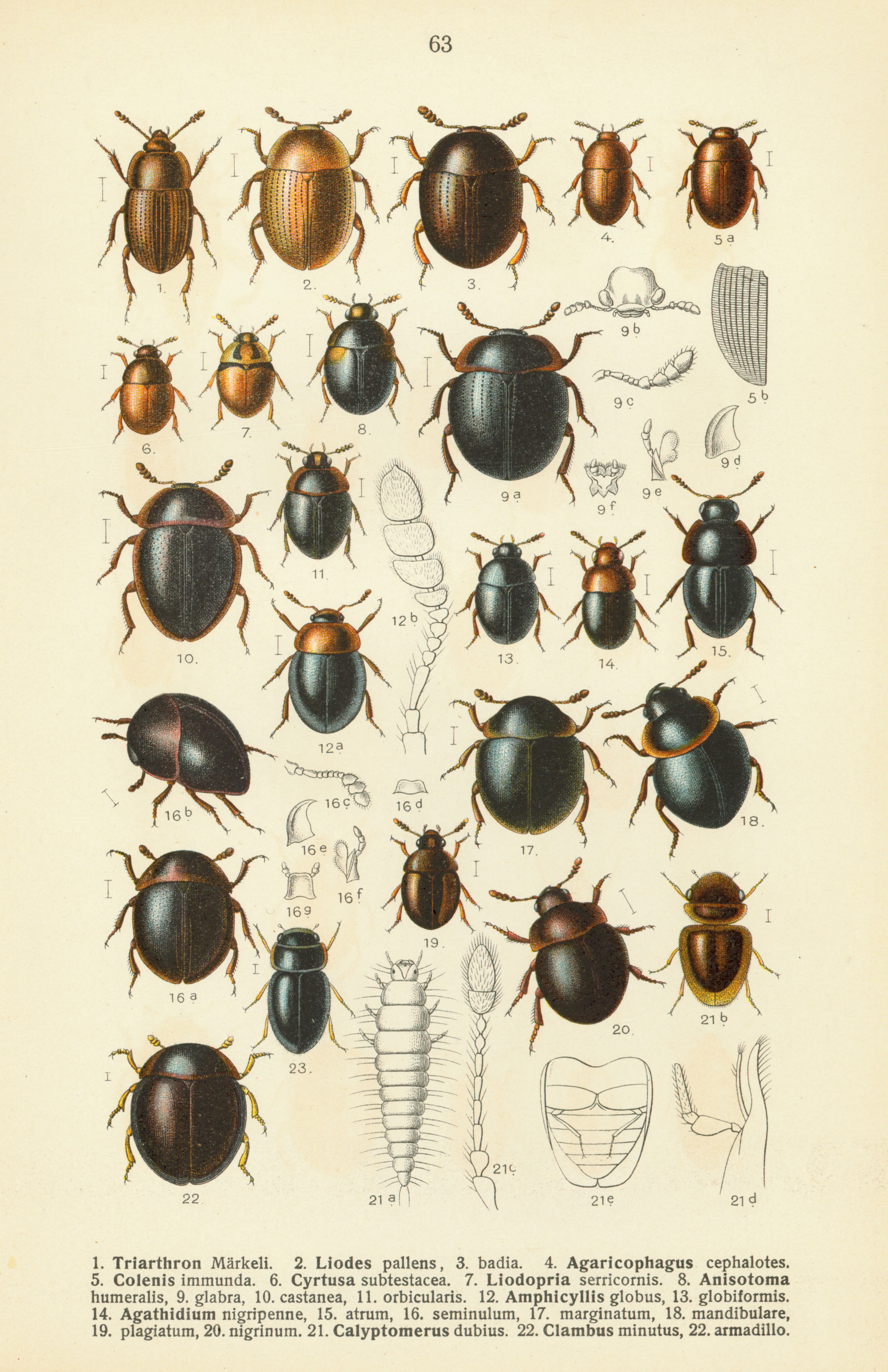